# Шамилин, Георгий Павлович
Георгий Павлович Шамилин 5 [18] февраля 1911, Муромский уезд, Владимирская губерния — 5 января 1986, Смоленск) — советский хозяйственный, государственный и политический деятель.

## Биография
Родился в 1911 году в Муромском уезде (в настоящее время — в Вачском районе). Член КПСС.
С 1926 года — на хозяйственной, общественной и политической работе. В 1926—1976 гг. — ученик арматурщика в Уральской области, редактор газет в Челябинской и Омской областях, партийный работник, слушатель Высшей партийной школы при ЦК ВКП(б), первый секретарь Смоленского горкома КПСС, заведующий промышленно-транспортным отделом Смоленского обкома партии, первый секретарь Руднянского райкома КПСС, секретарь Смоленского обкома и председатель комитета партийно-государственного контроля, заместитель председателя Смоленского облисполкома, председатель партийной комиссии при Смоленском обкоме КПСС, старший инженер объединения «Техноприбор».
Делегат XXII съезда КПСС.
Умер в 1986 году в Смоленске.